# NGC 3590
NGC 3590 је расејано звездано јато у сазвежђу Прамац које се налази на NGC листи објеката дубоког неба.
Деклинација објекта је - 60° 47' 20" а ректасцензија 11h 12m 58,9s. Привидна величина (магнитуда) објекта NGC 3590 износи 8,2. NGC 3590 је још познат и под ознакама OCL 852, ESO 129-SC14.